# Böhmischer Sprachenkonflikt

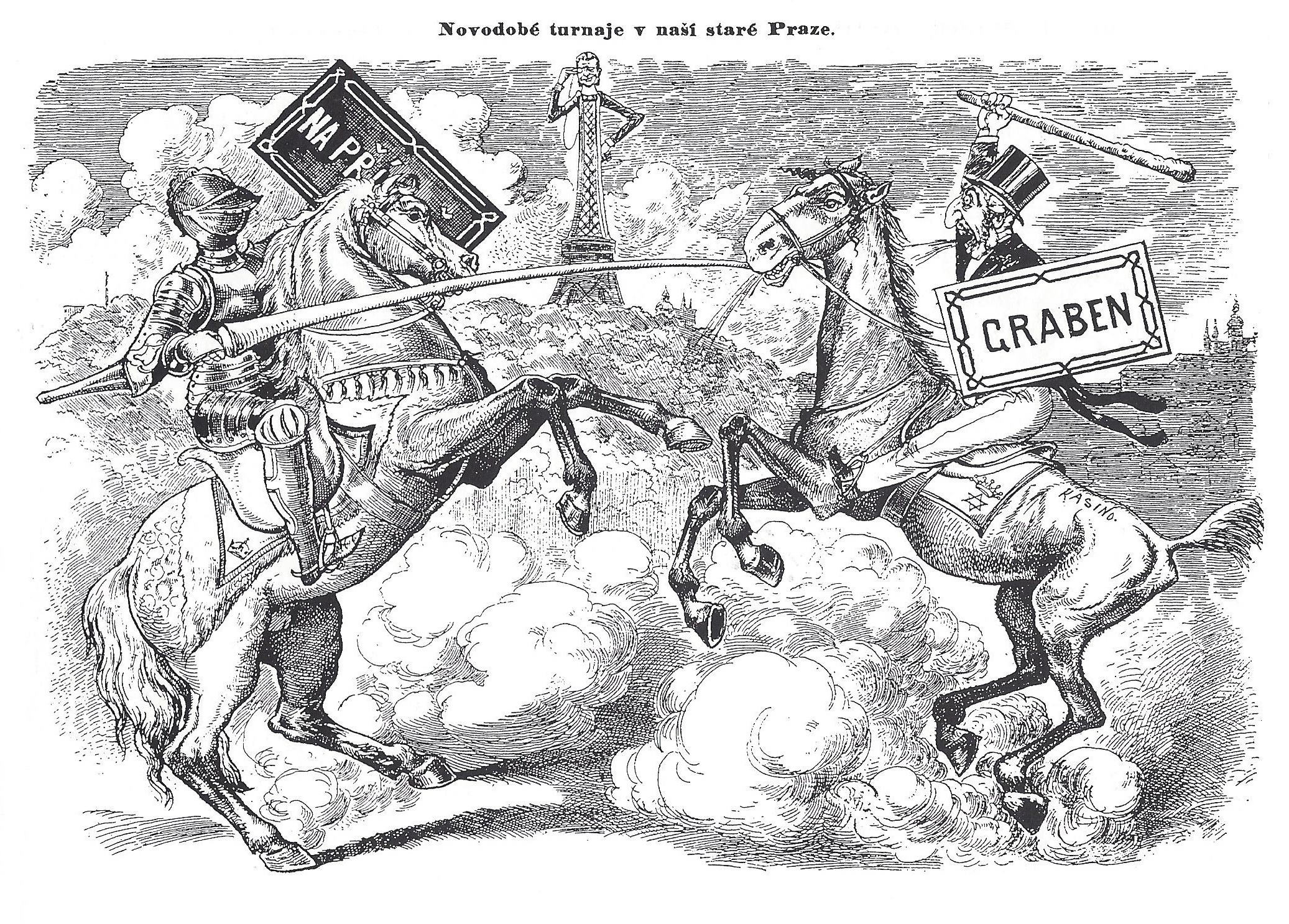
„Neuzeitliche Turniere in unserem alten Prag“ (Šipy, 1894). Antisemitische Karikatur des Kampfes um die Vorherrschaft zwischen der böhmischen und der deutsch-jüdischen Bevölkerung anhand der Bezeichnung für den Prager Boulevard Na příkopě / Graben

Der Böhmische Sprachenkonflikt war die im 19. und 20. Jahrhundert geführte politische Auseinandersetzung um die Geltung der tschechischen Sprache und der deutschen Sprache in den Böhmischen Ländern Cisleithaniens, des westlichen Teils der Habsburgermonarchie. Er war eines der Konfliktfelder in den langen Auseinandersetzungen zwischen Deutschen und Tschechen der Habsburgermonarchie um die Durchsetzung tatsächlicher Gleichberechtigung. Nach der Gründung der Tschechoslowakei im Herbst 1918 und der ambivalenten Geschichte der  Ersten Tschechoslowakischen Republik mündete die sprachlich-kulturelle Entfremdung nach dem Zweiten Weltkrieg in der gewaltsamen Trennung beider Nationalitäten.

## Hintergrund

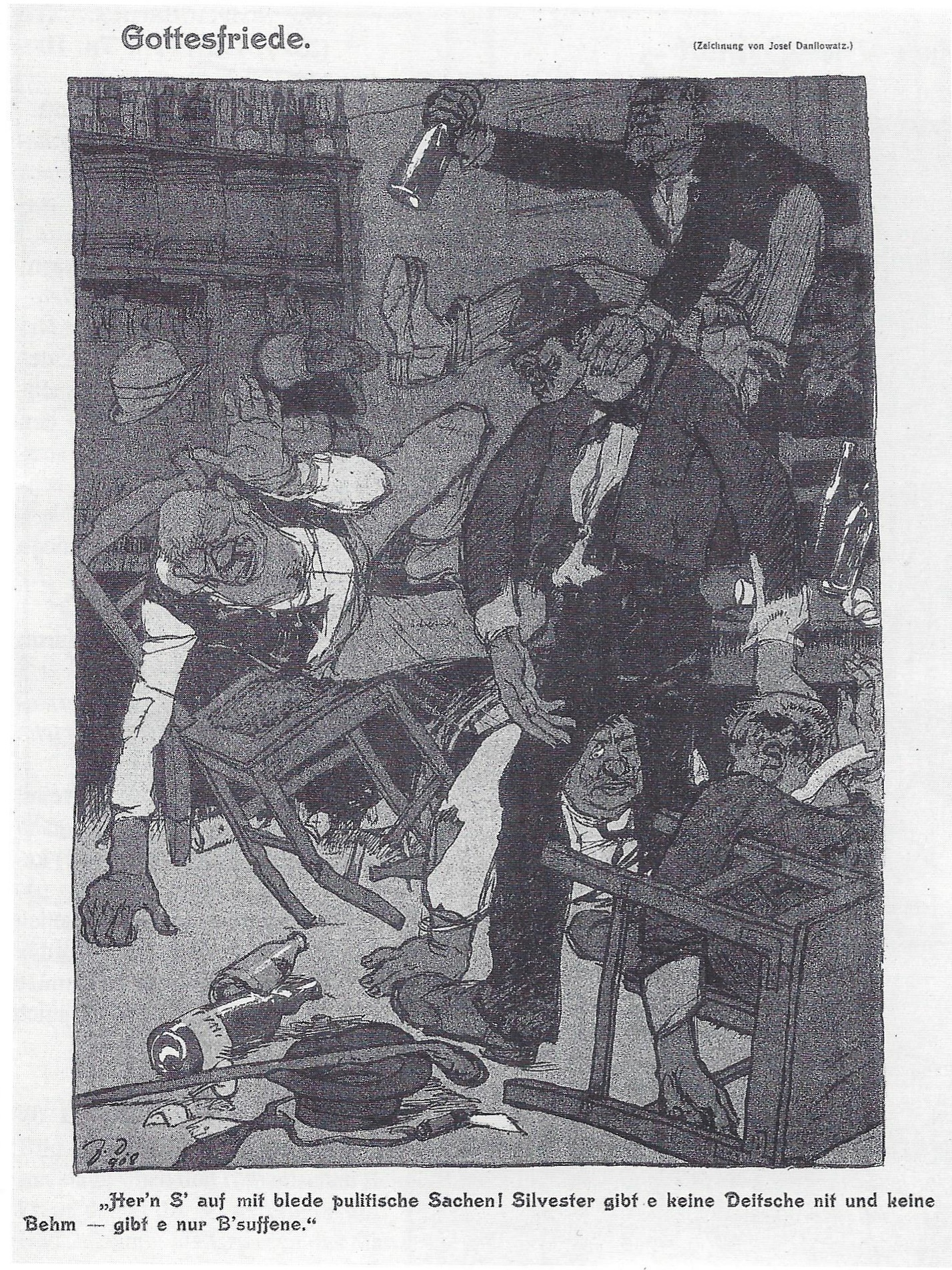
Josef Danilowatz: Gottesfriede; Karikatur zum Silvester 1908

Die Niederlage im Deutschen Krieg brachte den Vielvölkerstaat Österreich in Bedrängnis; die Zentralgewalt war nun so geschwächt, dass die Forderungen der Nationalitäten nicht mehr ignoriert werden konnten. Der österreichisch-ungarische Ausgleich brachte dem Königreich Ungarn innenpolitische Selbstständigkeit. Hingegen war die tschechische Nationalbewegung enttäuscht, weil es zu keiner Gleichstellung der Slawen mit den Deutschen und den Ungarn der nunmehrigen Doppelmonarchie Österreich-Ungarn kam.
Zwei Ansichten prallten aufeinander:

„Die Herren in Wien mögen sich dessen bewusst sein, dass das tschechische Volk bescheiden eine lautere Gleichberechtigung in den eigenen Ländern mit deutscher Minderheit fordert. Wird es auch diesmal mit seinem gerechtesten Verlangen grimmig abgelehnt, so wird es anfangen, sein volles Recht zu fordern, das ihm in seinem ruhmvollen tschechischen Reich seit Jahrtausenden zukam.“

Die tschechischen Politiker forderten nach ungarischem Vorbild einen innenpolitisch autonomen böhmischen Staat mit einer Regierung in Prag.

„Wir Deutschen in Böhmen vermögen es nie und nimmer einzusehen, dass an den bestehenden Verhältnissen, welche den nationalen Ansprüchen der Tschechen mehr als genügen, gerüttelt werde und unter dem Scheine der Gleichberechtigung eine neue empfindliche Schädigung der Deutschen eintrete.“

Die Deutschen Böhmens und Mährens lehnten die tschechischen Forderungen ab, weil sie (als Angehörige des Volksstammes, der ihrer Meinung nach der führende der Monarchie zu bleiben hatte) in einer Prager Regierung nicht in die Rolle einer Minderheit geraten wollten.

## Badeni-Krise

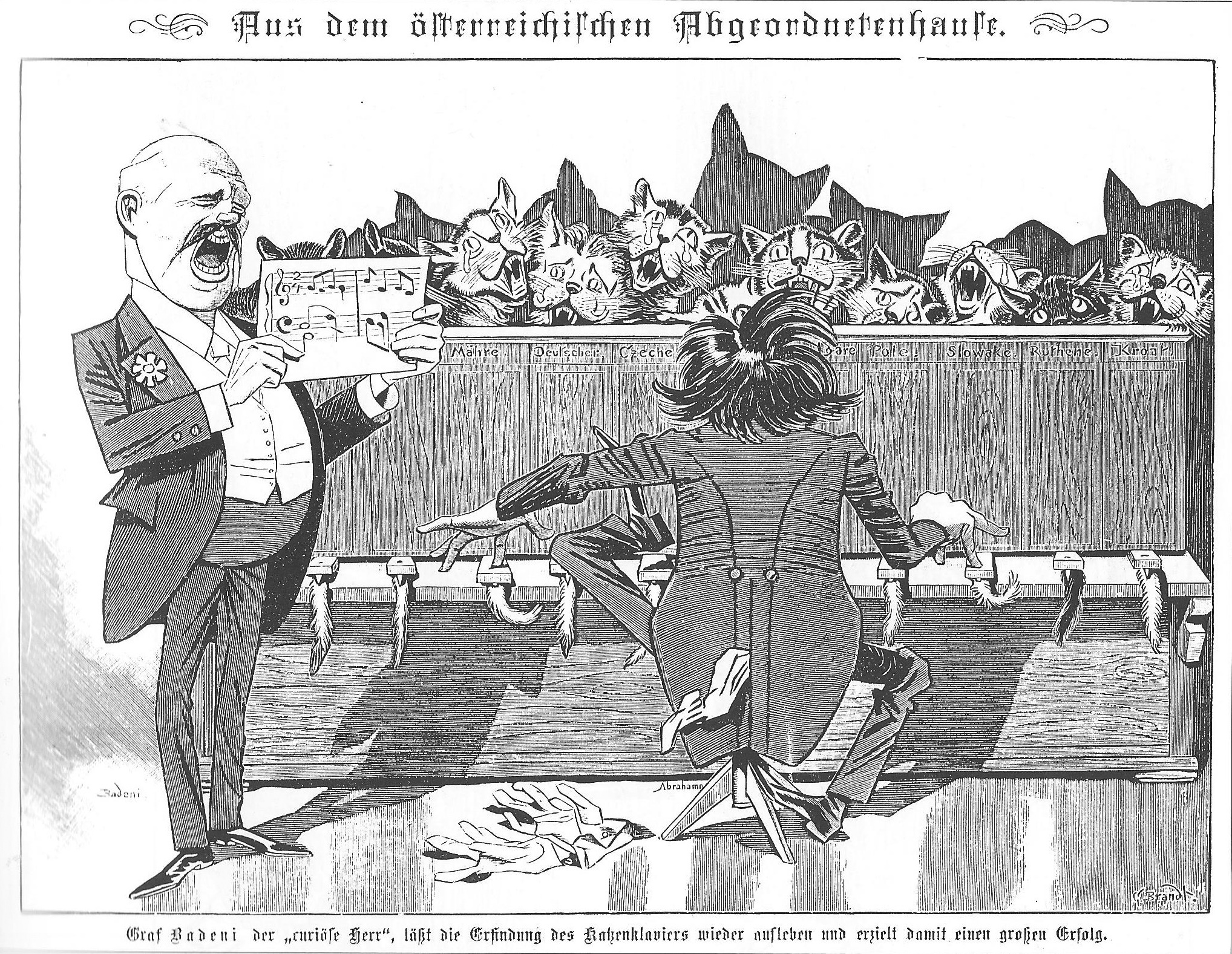
Badenis Katzenmusik (Kladderadatsch, 1897)

Ein entscheidender Schritt zur sprachlichen Gleichberechtigung gelang den Tschechen vorübergehend im Jahr 1897. Der Ministerpräsident von Cisleithanien, der polnische Adelige Kasimir Felix Badeni, erließ am 5. April als k.k. Innenminister gemeinsam mit vier anderen Ministern die später so genannte Badenische Sprachenverordnung, die die zweisprachige Amtsführung in Böhmen und Mähren (auch in den überwiegend deutschsprachigen Gebieten) festlegte.
Amtliche Eingaben sollten von nun an nicht nur, wie schon seit 1880, in der Muttersprache des Absenders eingebracht werden können und auch in seiner Muttersprache beantwortet werden. Sie sollten vielmehr auch im inneren Dienst von Verwaltung und Justiz in der Muttersprache des Absenders, also auch auf Tschechisch, bearbeitet werden. Alle Beamten sollten vom 1. Juni 1901 an (also innerhalb von vier Jahren) beide Sprachen beherrschen und eine Sprachprüfung absolvieren. In den 77 deutschen von insgesamt 216 Gerichtsbezirken erhob sich ein Proteststurm; denn die deutschen Beamten konnten nur selten Tschechisch und hatten zu befürchten, auch in den rein deutschsprachigen Gebieten durch zweisprachige Tschechen ersetzt zu werden. Die Deutschen der Monarchie aus allen politischen Lagern reagierten mit Empörung. Demonstrationen, Ausschreitungen und Obstruktion von Parlamentssitzungen waren an der Tagesordnung (siehe Badeni-Krawalle).
Aufgrund dieser Verordnung kam es auch zu Ausschreitungen im Parlament. Demonstrationen in Wien, Graz und Prag stürzten Österreich in eine Staatskrise.
Am 28. November 1897 musste das Ministerium Badeni dem öffentlichen Druck weichen und Kaiser Franz Joseph I. den Rücktritt anbieten; am 30. November 1897 enthob der Monarch die Minister ihrer Ämter, nicht ohne Badeni für seine Tätigkeit auf das Wärmste zu danken. Die k.k. Ministerpräsidenten wechselten nun in kurzer Folge (die vier Regierungschefs nach Badeni, unter anderem Ernest von Koerber, amtierten jeweils höchstens eineinhalb Jahre) und regierten mit Notverordnungen, wenn der Kaiser den Reichsrat auf ihren Vorschlag vertagt hatte. Über Prag wurde der Ausnahmezustand verhängt. Die Sprachenverordnungen veranlassten Österreichs Deutschnationale Bewegung um Georg Ritter von Schönerer, die Los-von-Rom-Bewegung zu proklamieren.
Badenis Nachfolger Paul Gautsch von Frankenthurn entschärfte die Sprachenverordnung zu Gunsten der Deutschböhmen und -mährer im Frühjahr 1898. Am 14. Oktober 1899 wurde sie von Manfred von Clary-Aldringen ganz aufgehoben. Ein österreichisch-böhmischer Ausgleich wurde zwar von Einigen weiterhin angestrebt, jedoch nie erreicht. In Mähren, wo die Exponenten beider Nationalitäten offenbar kompromissbereiter waren, kam es 1905 zum Mährischen Ausgleich.
Dieser und die anderen Nationalitätenkonflikte in Österreich-Ungarn konnten mit den staatsrechtlich zur Verfügung stehenden Instrumentarien und den handelnden Politikern nicht gelöst werden (ein Oktroy kam für den alt gewordenen Monarchen, der in seiner Jugend durchaus absolutistisch regiert hatte, nicht in Frage). Sie spitzten sich vielmehr zu und ließen Österreich-Ungarn als Donaumonarchie am Ende des Ersten Weltkriegs auseinanderbrechen.